# 白马河 (沂河左岸支流)
白马河，位于中国山东省南部和江苏省北部，是沂河左岸支流，发源于山东省郯城县县城北部的赵庄闸，上接小白马河和老白马河来水，西南流经县城西郊和花园乡，过新马庄村进入江苏省新沂市境，于新沂市合沟镇杨庄村入沂河。全长58.8公里，流域面积552平方公里。